# Bolmsö distrikt
Bolmsö distrikt är ett distrikt i Ljungby kommun och Kronobergs län. Distriktet omfattar ön Bolmsö och ett antal kringliggande öar i sjön Bolmen i västra Småland.

## Tidigare administrativ tillhörighet
Distriktet inrättades 2016 och utgörs av huvuddelen av socknen Bolmsö i Ljungby kommun.
Området motsvarar den omfattning Bolmsö församling hade 1999/2000 och fick 1974 efter utbrytningar.

## Tätorter och småorter
I Bolmsö distrikt finns inga tätorter eller småorter.